# 天瀬町
天瀬町（あまがせまち）は、大分県西部の日田郡北東部にあった町。
2005年3月22日に前津江村、中津江村、上津江村、大山町とともに日田市へ編入合併し、行政地域としては消滅した。

## 歴史
- 1955年（昭和30年）3月31日 - 日田郡五馬村・中川村・馬原村が合併し、栄村が発足。
- 1966年（昭和41年）4月1日 - 町制施行、改称し天瀬町となる。
- 2005年（平成17年）3月22日 - 日田市へ編入。同日天瀬町廃止。

## 交通
最寄り空港は福岡空港。

### 鉄道
- 九州旅客鉄道久大本線
  - 天ケ瀬駅

### 道路

#### 高速道路
- 大分自動車道
  - 天瀬高塚インターチェンジ

#### 一般国道
- 国道210号

#### 県道
主要地方道
- 大分県道・熊本県道12号天瀬阿蘇線
- 大分県道54号玖珠天瀬線

## 名所・旧跡・祭事
- 天ヶ瀬温泉
- 湯ノ釣温泉
- 高塚愛宕地蔵尊
- 天瀬町農業公園ローズガーデン

## 一村一品
平松守彦元大分県知事が提唱した「一村一品運動」で、以下の特産品が天瀬町の「一村一品」に指定されていた。
- 生しいたけ
- みょうが
- セリ
- 手造りかりんとう
- バラ
- アルストロメリア
- こんにゃく・こんにゃくそば